# 张咏华
张咏华（英語：Sam Chong，1972年11月2日—2023年9月27日），是馬來西亞华裔男演员。

## 逝世
2023年9月27日，张咏华在吉隆坡爬山時因心脏病逝世，享年51岁。